# Nevill F. Mott
Nevill Francis Mott, född 30 september 1905 i Leeds, West Yorkshire, död 8 augusti 1996 i Milton Keynes, Buckinghamshire, var en brittisk fysiker och nobelpristagare.
Mott tilldelades tillsammans med Philip W. Anderson och John H van Vleck Nobelpriset i fysik 1977 "för deras grundläggande teoretiska insatser rörande elektronstrukturen i magnetiska och oordnade system".